# Trohîmivka, Rozdilna
Trohîmivka (în ucraineană Трохимівка) este un sat în comuna Velîka Mîhailivka din raionul Rozdilna, regiunea Odesa, Ucraina.

## Demografie
Componența lingvistică a localității Trohîmivka
     Ucraineană (95,24%)
     Română (4,76%)
Conform recensământului din 2001, majoritatea populației localității Trohîmivka era vorbitoare de ucraineană (95,24%), existând în minoritate și vorbitori de română (4,76%).